# Palácio Tomé de Sousa
O Palácio Tomé de Sousa é a atual sede da Prefeitura Municipal de Salvador, município capital do estado brasileiro da Bahia. Está localizado na praça homônima, no coração da cidade. Projetado pelo arquiteto carioca João Filgueiras Lima, o "Lelé", e construído em estrutura de aço e vidro, numa área de 2 mil metros quadrados onde antes funcionavam um estacionamento e um jardim, suas obras iniciaram oficialmente em 2 de maio de 1986 e foram concluídas em 16 do mesmo mês, sendo inauguradas pelo então prefeito Mário Kertész. Porém, sua construção, em função da incompatibilidade arquitetônica com o entorno histórico-colonial declarado patrimônio, foi alvo de ação judicial para sua remoção. Por decisão da Justiça, o desmonte teve prazo esgotado e deve sair da Praça Municipal em breve para não configurar crime de desobediência à Justiça.
A Prefeitura Municipal funcionava no Palácio Rio Branco, de propriedade do governo estadual, porém foi removido do local e o prefeito da época transferiu a Prefeitura para o Solar da Boa Vista, no Engenho Velho de Brotas. Posteriormente, a Prefeitura voltou para a Praça Tomé de Sousa. A ideia inicial do projeto de volta era para ser um prédio que abrigaria provisoriamente a Prefeitura, por ser desmontável, segundo solicitação do prefeito ao Instituto do Patrimônio Histórico e Artístico Nacional (IPHAN), onde argumentava que o destino final da prefeitura seria um dos casarões abandonados do local. No entanto, durante suas décadas de existência acabou sendo sede duradoura do órgão máximo do Poder Executivo da primeira capital do Brasil.
O que "Lelé" providenciou foi uma construção provisória e emergencial para sediar a Prefeitura. Cabia ser algo de rápido desenho e execução, mais a exigência de se desfazer, determinada a locação definitiva da Prefeitura. De fato, a estrutura metálica foi feita em 35 dias, e executada em 14 dias.
Para construir o palácio em estilo moderno, o então prefeito Mário Kertész pediu ajuda ao seu amigo arquiteto, que desenvolveu para a obra uma técnica especial de placas de aço parafusadas, tudo calculado milimetricamente para se encaixar, e de outras 24 horas para colocar 350 metros quadrados de vidros e esquadrias. O prédio de dois andares, encravado na primeira praça do Brasil, convive com outras construções de épocas diferentes: o Palácio Rio Branco, o Elevador Lacerda e a Câmara Municipal de Salvador.
À direita do Palácio Tomé de Sousa, foi posta uma placa referente à sua inauguração, fabricada em aço e com os seguintes dizeres em baixo relevo:
Foi desta praça, a cavaleiro do Atlântico, que se irradiou o processo civilizatório brasileiro. Aqui Tomé de Sousa fez erguer nossa Praça Mater.

A volta da Prefeitura Municipal do Salvador a este sítio histórico é o marco inaugural de um novo Projeto de Cidade, em direção à aventura do século XXI.
Salvador, 16 de maio de 1986.

Prefeito Mário Kertész.